# Beefeaters (band)
 For alternative betydninger, se Beefeaters. (Se også artikler, som begynder med Beefeaters)
Beefeaters var en betydelig dansk blues- og rockgruppe der blev dannet i februar 1964 i København, i overgangsperioden mellem pigtrådsmusik og beatmusik.

## Karriere
Gruppen bestod oprindelig af af Søren Seirup (bas og vokal), Jimmy Sardorf (leadguitar), Lars Kofoed (guitar og el-bas), Kurt Parking (guitar) og Niels Kjær Mortensen (trommer). Beefeaters indspillede singlerne "Big City"/"L.S.D.", der udkom i marts 1966 og "It Ain't Necessarily So"/"Night Flight", som udkom i 1967 med denne besætning. Gruppen vakte opsigt med deres lange hår og deres påklædning der bl.a. bestod af lang kjole. Gruppen blev for en stund opløst i september 1964.
I 1965 "gendanner" Søren Seirup bandet med nye medlemmer; Jimmy Tom Methling, Flemming Keith Volkersen, Morten Kjærumgård og Erling Madsen til bandet.
I Marts 1966 forlod Søren Seirup gruppen for at tage til Indien. Han blev erstattet af sangeren Ole Frederichsen (kendt som Ole Frø), som i April blev udskiftet med guitarist og sanger Peter Thorup fra Black Pools. I sommeren 1966 forlod også Methling gruppen, der herefter bestod af Thorup, Kjærumgaard, Volkersen og Madsen. Gruppen opnåede stor popularitet og modtog i 1967 PH-prisen for "højnelse af dansk beat-musik". Gruppen arbejdede i perioden med et andet nyskabende dansk rockband, Young Flowers og medvirkede i tv-serien Blomsterpistolen.
Beefeaters udgav i 1967 albummet Beefeaters med materiale primært bestående af amerikanske jazz-, blues- og rock-standarder, bl.a. "Crossroads", "I Want You" og "Papa's Got a Brand New Bag".
I perioden medvirkede Beefeaters som backinggruppe på Povl Dissings plade Dissing, der er bedst kendt under arbejdstitlen Nøgne øjne.
Erling Madsen blev i foråret 1968 udskifet med bandets tidligere lydmand Max Schmidt (senere skiftet navn til Max Nutzhorn). I samme periode turnerede bandet med den britiske bluesmusikker Alexis Korner, der også medvirkede på bandets andet album Meet You There (1969). Denne plade sammen med Thorups fløjtespil gjorde, at Beefeaters skiftede musikalsk stil til at være mere blues og soulet.
Der var imidlertid en god kemi mellem Thorup og Alexis Korner, og Korner fik Thorup med til England, hvor de optrådte med Korners band CCS og Thorup forlod således gruppen omkring 1968/69. Thorup blev erstattet af Ole Fick og siden Niels Henriksen, men bandet opnåede ikke nærmere succes med denne konstellation, og bandet blev opløst kort efter.
I 2002 gendannedes Beefeaters på Midtfyns Festivalen for en enkelt koncert.
I 2018 har Morten Kjærumgaard Reumert fået genskabt Beefeaters med Frederik Schnoor ( vokal & guitar), Rune René Hansen (trommer) og Toben Guldager ( bas ). Beefeaters anno 2018 er på dansk tour i 2018 - 2019.

## Diskografi
- Beefeaters, 1967
- Meet You There, 1969
- Dissing (Nøgne øjne), med Poul Dissing, 1969
- Den hæse drage (1969) (for Det Lille Teater), (Mascot 10)

Udgivet på CD efterfølgende:
- Troels' Vanvittige Parkering (optaget live i Frederikshavn 1968)
- The Secret Tapes (Karma Music)